# A Tourist Guide to Lancre
A Tourist Guide to Lancre — «Путеводитель по Ланкру» — географическая карта Ланкра, нарисованная Полом Кидби, под руководством Терри Пратчетта и Стивена Бриггса. Третья карта из серии карт вымышленной вселенной Плоского мира. Размер карты — 70 см на 70 см. На русском языке ещё не издавалась.

## Аннотация
Подробная карта Ланкра — жемчужины Овцепикских гор и страны ведьм. Ланкр — небольшое, но политически важное государство, располагающееся между Убервальдом, Октариновыми Лугами и Пупом. Большая карта также включает врезку с подробной картой города Ланкра и Ланкрского замка и список всех населённых пунктов и географических достопримечательностей страны.
К иллюстрированному буклету прилагается вступление и небольшая подборка ланкрских фольклорных обычаев за авторством знаменитой ланкрской ведьмы Нянюшки Ягг.
Кроме того, в буклете приводятся выдержки из труда прославленного путешественника Эрика Уилбрейса (англ. Eric Wheelbrace) «Живописный Путеводитель по Ланкрским Возвышенностям»:
- Ланкр: Ворота в Овцепики
- Советы туристам
- Выбор маршрута
- Первая прогулка